# Mátészalka
Mátészalka  este un oraș în districtul Mátészalka, județul Szabolcs-Szatmár-Bereg, Ungaria, având o populație de 17.353 de locuitori (2011). 

## Demografie
Componența etnică a orașului Mátészalka
     Maghiari (91,5%)
     Romi (6,24%)
     Germani (1,05%)
     Necunoscut (0,47%)
     Alții (0,73%)
Componența confesională a orașului Mátészalka
     Reformați (45,55%)
     Romano-catolici (12,38%)
     Greco-catolici (9,82%)
     Fără religie (7,58%)
     Necunoscută (23,93%)
     Alte religii (2,54%)
Conform recensământului din 2011, orașul Mátészalka avea 17.353 de locuitori. Din punct de vedere etnic, majoritatea locuitorilor (91,5%) erau maghiari, existând și minorități de romi (6,24%) și germani (1,05%). Apartenența etnică nu este cunoscută în cazul a 0,47% din locuitori. Nu există o religie majoritară, locuitorii fiind reformați (45,55%), romano-catolici (12,38%), greco-catolici (9,82%) și persoane fără religie (7,58%). Pentru 23,93% din locuitori nu este cunoscută apartenența confesională.

## Personalități născute aici
- Balázs Ambrus (1887 - 1941), scriitor.